# Lava Crag
Lava Crag är en kulle i Antarktis. Den ligger i Sydshetlandsöarna. Argentina, Chile och Storbritannien gör anspråk på området.
Terrängen runt Lava Crag är lite kuperad. Havet är nära Lava Crag åt sydost. Trakten är obefolkad. Det finns inga samhällen i närheten. 